# Aktan Arym Kubat
 (février 2011).
Si vous disposez d'ouvrages ou d'articles de référence ou si vous connaissez des sites web de qualité traitant du thème abordé ici, merci de compléter l'article en donnant les références utiles à sa vérifiabilité et en les liant à la section « Notes et références ».
Aktan Abdykalykov (en cyrillique Актан Абдыкалыков), appelé Aktan Arym Kubat depuis 2003, est un cinéaste kirghiz, né le 26 mars 1957 à Kountouou, dans le district de Sokuluk (province de Tchouï), en RSS kirghize (à l'époque intégrée à l'URSS).

## Biographie
Aktan Abdykalykov est artiste peintre de formation, diplômé de l'Institut des arts de Bichkek. Il a donc un parcours atypique pour un cinéaste formé dans l'ex-URSS, puisqu'il n'est pas promu d'une grande école de cinéma. Comme il n'est pas non plus issu de l'intelligentsia de la petite république soviétique kirghize, son intégration aux milieux artistiques n'est pas aisée. Il doit avoir recours à un arrangement pour parfaire sa technique, obtenant l'accès aux peintres kirghizes en échange du gardiennage des locaux d'une Académie de peinture.
En 1981, il est invité pour la première fois comme artiste décorateur pour les studios Kyrgyz Film. Durant dix ans, il occupe divers postes au sein des studios. Il est notamment l'auteur de tableaux et croquis destinés à inspirer les équipes de tournage entre l'écriture du scénario et celle du plan de tournage. Il évolue progressivement vers le poste de premier assistant, puis vers la réalisation et la mise en scène.
Dans les années 1980, il travaille comme chef décorateur sur plusieurs longs métrages.
En 1990, il réalise son premier film documentaire, Un chien qui court, qui reçoit le Grand Prix du festival international de Bakou (Azerbaïdjan)[réf. nécessaire]. En 1992, il s'essaie à la fiction avec un long métrage resté confidentiel, Où est ta maison, l'escargot ? (Gde tvoy dom, ulitka?).
Il commence une trilogie sur l'enfance en 1993 avec un moyen métrage de fiction, La Balançoire (Selkinchek). Il reçoit, entre autres, le grand prix du festival de Potsdam.
Cette trilogie se poursuite avec le long métrage, Le Fils adoptif (Beshkempir), sort en 1998. Consacré à l'enfance dans un village kirghize des années 1960, il reste son grand succès à l'étranger. Il reçoit notamment le Grand Prix et le Prix Findling du Festival international de Cottbus et le Grand Prix du Festival de Belgrade.
En 2001, pour achever sa trilogie, il présente Le Singe (Maïmyl) au Festival de Cannes, dans la sélection Un certain regard. Ce long métrage prolonge son parcours partiellement autobiographique par l'évocation de l'adolescence en Kirghizie. Ce film bénéficie de fonds étrangers, notamment avec le concours financier du Centre national de la cinématographie.
En 2003, Aktan Abdykalykov, qui est un enfant adopté, choisit d'associer son prénom à ceux de son père biologique, Arym, et de son père adoptif, Kubat. Ainsi, il signe désormais ses réalisations sous le pseudonyme d'Aktan Arym Kubat. La même année, il est président du jury international de la 9e édition du festival international des cinémas d'Asie de Vesoul.
En 2010, il signe Le Voleur de lumière (Svet-Ake), présenté à la Quinzaine des réalisateurs à Cannes puis l'année suivante en film d'ouverture au Festival de Vesoul.
En 2017, il sort Centaure, notamment présenté à la Berlinale.

## Style
Revendiquant comme un credo la catégorie « Art et essai », Aktan Arym Kubat propose un cinéma dénué d'effets spéciaux et d'artifices de mise en scène, en décor réel, avec une majorité d'acteurs non professionnels. Le scénario est pour lui un plan de travail, qu'il n'hésite pas à bouleverser et nourrir des événements qui surviennent sur le tournage, tout en conservant une forte cohérence d'ensemble.
Le choix soigné des cadres et le rythme plutôt paisible des scènes et des enchaînements, l'apparentent au cinéma classique d'Europe de l'Est et d'Union soviétique. En revanche, le parti pris de simplicité des sujets et des images l'en distingue fortement.
Par ailleurs, contrairement à nombre de ses contemporains des pays issus de l'ex-URSS, il donne du Kirghizstan une image tendre, voire espiègle, volontiers optimiste, mais profondément réaliste.

## Filmographie

### Documentaires et courts métrages
- 1990 : Un chien qui court (Bezhala sabaka / The Dog Was Running) (court métrage documentaire - Grand Prix du festival international de Bakou) - coréalisé avec Erkin Ryspayev
- 1993 : La Balançoire (Selkinchek) (moyen métrage de fiction - Grand Prix du Festival de Potsdam)
- 1995 : Besh-terek (documentaire)
- 1997 : Assan-Oussen (Asan-Usen) (court métrage de fiction)
- 2000 : L'Arrêt d'autobus (Ostanovka / Beket) (court métrage de fiction)

### Longs métrages
- 1992 : Où est ta maison, l'escargot ? (Gde tvoy dom, ulitka?)
- 1998 : Le Fils adoptif (Beshkempir) (Grand Prix du Festival international de Cottbus et Grand Prix du Festival international de Belgrade)
- 2001 : Le Singe (Maïmyl)
- 2010 : Le Voleur de lumière (Svet-Ake)
- 2011 : Le Paradis de ma mère (Ray dlya mamy / Mamin raj / Mother's Paradise)
- 2017 : Centaure (Centaur)
- 2022 : This Is What I Remember (Esimde)

### Autres
Il a participé à plusieurs films qu'il n'a pas réalisé :
- 1985 : Katastrofu ne razreshayu d'Algimantas Vidugiris (lt) - chef décorateur
- 1987 : Hospice pour Adultes (Priyut dlya sovershennoletnikh) de Guennadi Bazarov (ru) - chef décorateur
- 1988 : Harcèlement (Presledovaniye) d'Usenzhan Ibragimov - chef décorateur et acteur
- 1989 : Conspiration (Zagovor) de Guennadi Bazarov (ru) - chef décorateur
- 2007 : Pure Coolness (Boz salkyn) d'Ernest Abdyjaparov - producteur
- 2008 : Kelin de Yermek Tursunov - coscénariste
- 2008 : Everything Is OK (court métrage) d'Akjoltoy Bekbolotov - producteur
- 2010 : Amour tardif ou L'Été indien ((Pozdnyaya lyubov) de Sabit Kurmanbekov - coscénariste
- 2014 : La Reine des montagnes (en) (Kurmanjan datka) de Sadyk Sher-Niyaz (en) - consultant de postproduction
- 2015 : Heavenly Nomadic (Sutak) de Mirlan Abdykalykov[2] - coscénariste